# 西漳蚕种场
31°39′12″N 120°17′54″E / 31.65327°N 120.29829°E
西漳蚕种场，原名三五馆，位于中华人民共和国江苏省无锡市惠山区堰桥街道锡澄北路91号西漳公园内，是曾经的一个蚕种场，目前旧址为江苏省文物保护单位。

## 历史
清朝光绪三十四年（1908年），无锡茧业公所聘请周遇文、王干成等开办蚕种制造所，向农户收购质量较好的茧子制种，但因效果欠佳第二年破产。民国五年（1916年），江苏省立女子蚕校派李毓珍在石塘湾试办校外育蚕所兼制蚕种，分送农户饲养。1919年，李毓珍出资开设无锡蚕种制造场。1922年，迁至西门横街，改称无锡蚕种制造所。1926年，陆子容创办三五馆，由西漳旺庄陆氏家属合作创办，主号“葫芦”。1928年，无锡县已有安定、兴华、大生、三五馆等28家，其中以三五馆为最大。1934年，无锡县实行蚕种统制。抗日战争时期，由于日军攻占无锡，当地蚕业遭到破坏，蚕室冷库和部分制种场被毁。抗日战争结束后，开始恢复生产。
中华人民共和国成立后，蚕种生产统属苏南行署蚕业管理局监检计量制造。1950年，当地取消牌号，统一使用红五角星商标统一价格，场名以编号表示。1956年6月，江苏省蚕种公司统一管理，同年基本消灭蚕种制造中的微粒子病。1956年，无锡县各蚕种场实行公私合营，新华、永益裕、农利农、求新、三五馆合并为三五馆蚕种繁殖场（后改西漳蚕种场）。由县派公方代表领导生产,省主管部门制订蚕种品质检验法规，蚕种公司派驻督导员，由省蚕种公司统一收购后销售各地。1978年，原无锡蚕种繁殖场并入西漳蚕种场。
西漳蚕种场设有蚕种冷库，代江苏省蚕种公司贮存蚕种。场内设有科研小组。以冯曙伦为首的科研班子，研制育成的新蚕品种75新×7532并在中国推广使用，推广量达450多万张。1992年，《家蚕夏秋品种75新×7532选育和推广》获得江苏省科技进步二等奖。1994年获得国家科技进步三等奖。2005年，西漳蚕种场改为企业性质蚕种场。2008年，西漳蚕种场被无锡市人民政府收入无锡市第二批工业遗产保护名录。2014年5月，蚕种场作为苏南地区最后一个仍在生产的蚕种场开始停止生产。2016年，旧址入选为无锡市文物保护单位，此后当地政府在旧址上修建蚕桑博物馆。2019年3月，江苏省人民政府认定其为江苏省文物保护单位。